# Kazuhiro Murata
Kazuhiro Murata (jap. 村田 一弘, Murata Kazuhiro; * 12. Mai 1969 in der Präfektur Nagasaki) ist ein ehemaliger japanischer Fußballspieler.

## Karriere
Murata erlernte das Fußballspielen in der Schulmannschaft der Kunimi High School und der Universitätsmannschaft der Chūō-Universität. Seinen ersten Vertrag unterschrieb bei Mitsubishi Heavy Industries Nagasaki SC. 1993 wechselte er zum Zweitligisten Yanmar Diesel (heute: Cerezo Osaka). 1994 erreichte er das Finale des Kaiserpokals. 1994 wurde er mit dem Verein Meister der Japan Football League und stieg in die J1 League auf. Für den Verein absolvierte er 61 Erstligaspiele. 1998 wechselte er zum Zweitligisten Oita Trinity (heute: Oita Trinita). Ende 2000 beendete er seine Karriere als Fußballspieler.

## Erfolge
Cerezo Osaka
- Kaiserpokal

Finalist: 1994